# Дубовицкий, Пётр Александрович
Пётр Александрович Дубовицкий (1815—1868) — профессор, президент Петербургской медико-хирургической академии.

## Биография и карьера

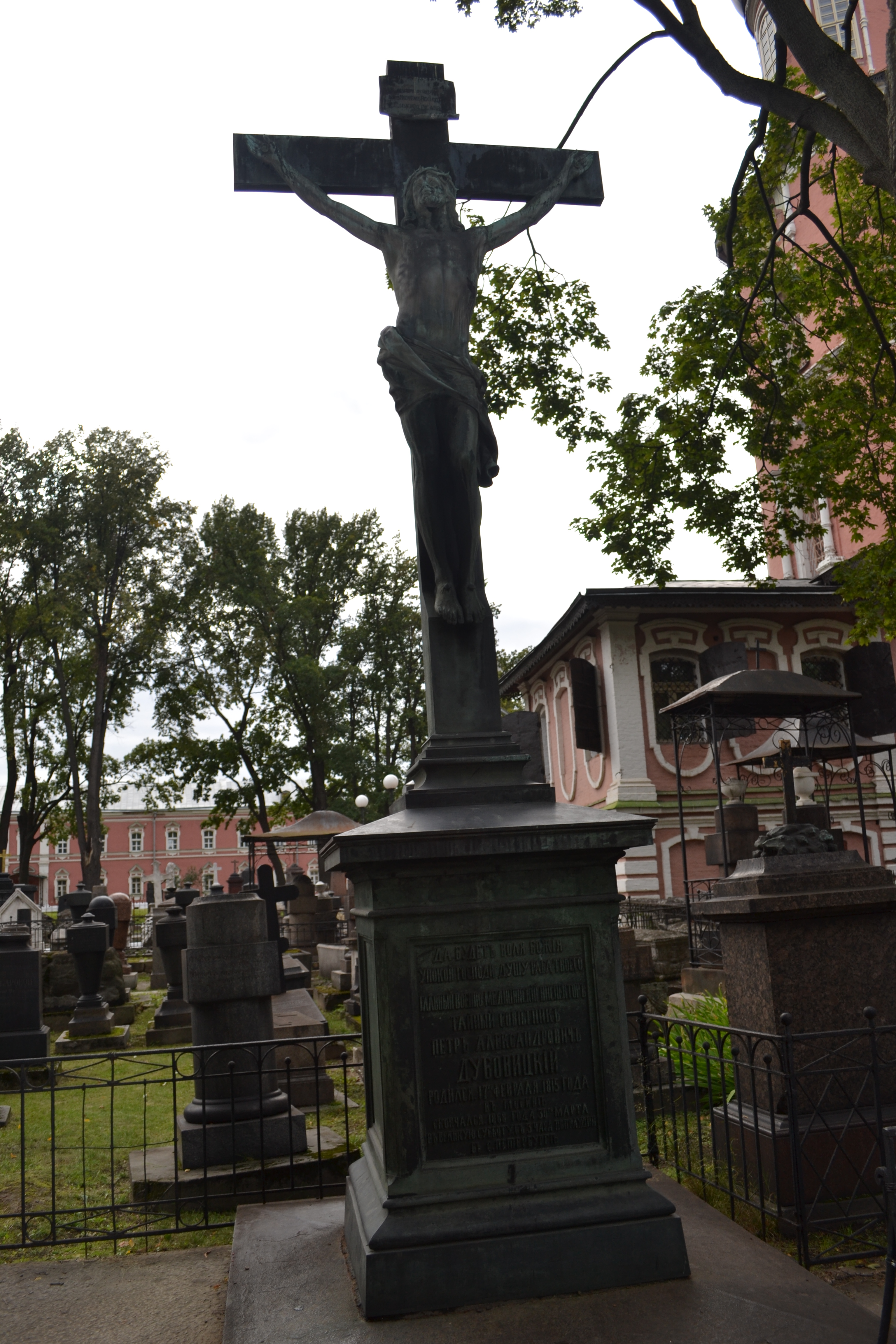
Могила П. А. Дубовицкого

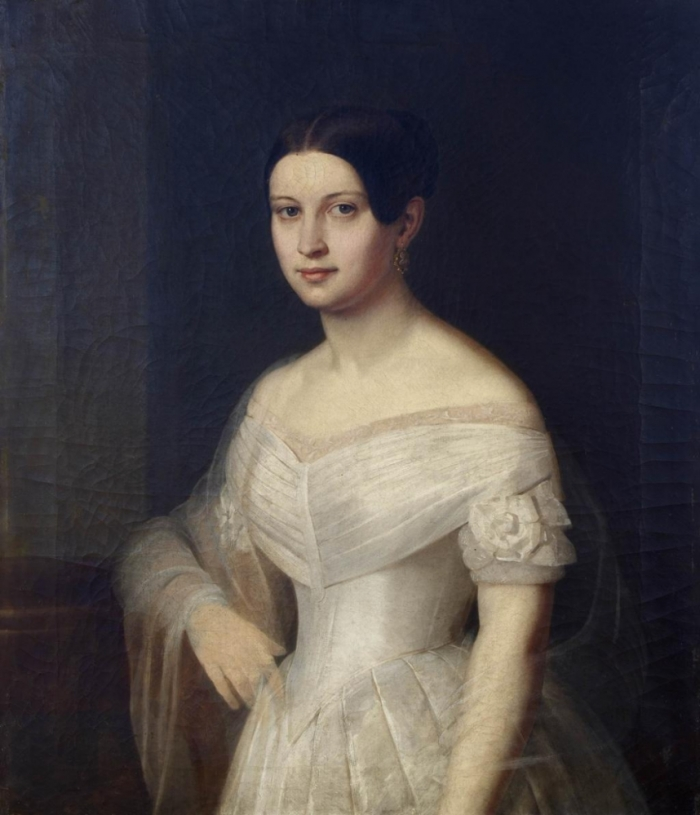
Надежда Александровна, сестра П. А. Дубовицкого

Родился 18 февраля (2 марта) 1815 года в Москве. Происходил из старинной дворянской фамилии Рязанской губернии, сын масона и основателя секты «Внутренних поклонников Господних» Александра Петровича Дубовицкого (1782—1848) и Марии Ивановны Озеровой (?—1821). Его сёстры: художница Надежда Дубовицкая и Софья (жена C. В. Мерхелевич).
В восемнадцать лет — в 1833 году — он уже окончил курс медицинского факультета Московского университета с серебряной медалью лекарем I-го отделения и с 22 июня начал службу. Продолжил изучение хирургии за границей (за свой счёт), преимущественно в Парижском университете. По возвращении, получил в 1836 году звание медико-хирурга, а 28 мая 1837 года Санкт-Петербургской медико-хирургической академией ему была присуждена степень доктора медицины.
С 1 августа 1837 года был экстраординарным профессором, с март 1838 года — ординарным профессором общей и частной хирургии в Казанском университете. В Казани случайно сломал себе левую руку и вследствие неудачного лечения сначала дома, а затем в Париже (1839—1840 гг.), потерял способность ею пользоваться.
С момента окончания университетского курса ему пришлось управлять громадным состоянием отца, подполковника в отставке, сосланного по приказу императора Николая I в монастырь, «по обвинению в превратном толковании Евангелия и в исполнении священнических обязанностей, отступающих от обрядов православной церкви».
В 1840 году был приглашён в Санкт-петербургскую медико-хирургическую академию на кафедру теоретической хирургии, которую и занял с 29 сентября в звании ординарного профессора после своего возвращения в Россию. По инициативе Дубовицкого в Санкт-Петербурге стали издаваться с 1842 года «Записки по части врачебных и естественных наук», которые он в течение семи лет редактировал.
В 1844 году был избран учёным секретарём академии на 5 лет, по истечении которых был переизбран. В 1848 году получил звание академика. После смерти президента академии Шлегеля в 1851 году Дубовицкий был некоторое время исполнял должность президента.

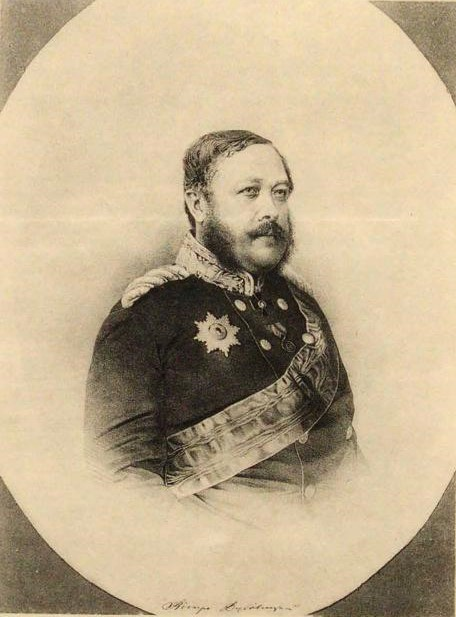
П. А. Дубовицкий. 1850-е гг.

В октябре 1852 года, выйдя в отставку по причине расстроенного здоровья, пожертвовал полагавшуюся ему половинную пенсию на стипендии Петербургской медико-хирургической академии, Московскому и Казанскому университетам. С 20 марта 1852 года — действительный статский советник.
Жил в отставке в своём имении в Рязанской губернии, где устроил в своем имении Стенькино великолепную больницу, не только для крестьян, но и для всех посторонних; за лечение и содержание денег он ни от кого не брал и сам был ординатором своей больницы, а помощницей ему была его незамужняя сестра. Кроме этого, в Стенькино он имел хороший рысистый завод.
С 24 января 1857 года он вернулся к общественной деятельности — в качестве президента Медико-хирургической академии; много способствовал преобразованию и улучшению академии и постройке новых обширных зданий. Академия, за его десятилетнее управление ею, так изменила весь свой строй, что заняла не только в России, но и среди заграничных подобных учреждений, одно из первых мест. В 1858 году он был назначен совещательным членом медицинского совета Министерства внутренних дел, в 1859 году — членом совета Государственного коннозаводства, а в 1866 — и. д. управляющего этим коннозаводством.
В 1860 году награждён орденом Св. Анны 1-й степени с императорской короной; в 1862 году — орденом Св. Владимира 2-й степени.
В 1865 году исполнилось 25 лет службы Дубовицкого по учебной части и ему была назначена пенсия на службе в размере 1680 рублей в год. Эту пенсию он частью обратил на составление капитала для учреждённых им стипендий, частью пожертвовал в студенческую библиотеку. 
29 января 1867 года Дубовицкий назначен директором Медицинского департамента военного министерства. 29 марта 1867 года, в связи с переименованием Медицинского департамента в Главное военно-медицинское управление, становится его начальником в звании Главного военно-медицинского инспектора.
Дубовицкий был почётным председателем общества русских врачей в Санкт-Петербурге, почётным членом медико-филантропического комитета, Харьковского ветеринарного училища, Санкт-Петербургского фармацевтического общества, Казанского медицинского, Московского физико-медицинского, Виленского медицинского и Общества киевских врачей, корреспондентом Парижской медицинской академии, почётным членом Парижского общества врачей, членом комитета по составлению новой фармакопеи, членом особой комиссии по постройке в Санкт-Петербурге детской больницы принца П. Ольденбургского, а также депутатом от Богородского уезда Московской губернии в комитете по улучшению быта помещичьих крестьян и почётным мировым судьёй по Рязанскому уезду. За «Разбор на Демидовскую премию представленного сочинения проф. Заблоцким: „О болезнях яичка“» получил большую золотую медаль.
Скончался в Петербурге 30 марта (11 апреля)  1868 года после продолжительной болезни от рака легкого. Прах его был перевезён в Москву и похоронен в некрополе Донского монастыря.

## Семья
Жена (с 18.04.1843) — Мария Александровна Стахович (08.02.1827—05.09.1872), сестра Михаила и Александра Стаховичей, выросла вместе с братьями в родительском имении Пальне. Венчание её с Дубовицким было в Петербурге в Сергиевском всей артиллерии соборе. По отзыву графа М. Д. Бутурлина, была премиленькая каштановласая и с розовыми щечками барынька, предобрая и внимательная хозяйка дома; вредило ей лишь, что она немного гнусила и говорила с плачевной и всегда однообразной интонацией. Не имея детей, она страстно любила попугаев, и ничем так не занималась в своем Стенькино, как ими, их был легион и в клетках, и на воле, и во всех парадных комнатах, и даже в саду. Живой этот зоологический кабинет орал так немилосердно, что заглушал голоса собеседников, и нельзя было поддерживать разговор с хозяевами дома. Любимица Марии Александровны, маленькая белая с жёлтым хохолком перюша, была то того ручная, что не отлетала от хозяйки и сидела всегда за её шеей, пряча голову свою под пелеринкой.
Похоронена рядом с мужем на кладбище Донского монастыря.